# Philipp Brüllmann
Philipp Felix Brüllmann (* 1975 in Stuttgart) ist ein deutscher Philosoph und Philosophiehistoriker auf dem Gebiet der antiken Philosophie.

## Werdegang
Brüllmann studierte von 1996 an Musikwissenschaft und Philosophie als Stipendiat der Studienstiftung des deutschen Volkes an der Universität Tübingen und schloss das Studium 2002 mit einem Magister artium in Musikwissenschaft ab. Es folgte, ebenfalls durch die Studienstiftung gefördert, ein Promotionsstudium in Philosophie an der Humboldt-Universität zu Berlin, das er 2007 mit einer Dissertation zum Thema ῎Αλλο ἐν ἄλλῳ: Zur Theorie des Guten in Aristoteles’ Nikomachischer Ethik bei Christof Rapp abschloss.
Von 2006 bis 2012 war er wissenschaftlicher Mitarbeiter am Sonderforschungsbereich 644 Transformationen der Antike der Humboldt-Universität, von 2012 bis 2015 Akademischer Rat, dann Akademischer Oberrat an der Universität München. Die Habilitation erfolgte dort 2015 mit der Schrift Grounding Ethics in Nature: A Study of Stoic Naturalism. Seit Dezember 2022 hat er die Professur für antike Philosophie an der Universität Heidelberg inne.

## Forschungsschwerpunkte
Brüllmann arbeitet in historischer Perspektive zu Platon und Aristoteles, zur Stoa und zu Cicero, in systematischer Hinsicht zur praktischen Philosophie.

## Schriften (Auswahl)

### Monographien
- mit Benedikt Strobel, Anna Schriefl, Simon Weber: Einführung in die antike Philosophie. J.-B.-Metzlersche Verlagsbuchhandlung und Carl-Ernst-Poeschel-Verlag, Stuttgart 2024, ISBN 978-3-476-02662-0.
- Die Theorie des Guten in Aristoteles' „Nikomachischer Ethik“. (= Quellen und Studien zur Philosophie, Band 100). De Gruyter, Berlin 2010, ISBN 978-3-11-022786-4 (= Dissertation HU Berlin 2007).
- György Kurtág: „Hommage à Mihály András“. 12 Mikroludien für Streichquartett op. 13 (1977/78). Pfau-Verlag, Saarbrücken 2010, ISBN 978-3-89727-412-9.

### Als Herausgeber
- mit Jörn Müller: Cicero, De Officiis (= Klassiker Auslegen, Band 78). De Gruyter, Berlin 2023, ISBN 978-3-11-076014-9.
- mit Ursula Rombach und Cornelia Wilde: Imagination, Transformation und die Entstehung des Neuen. De Gruyter, Berlin 2014, ISBN 978-3-11-029807-9.